# Röntgenastronomie

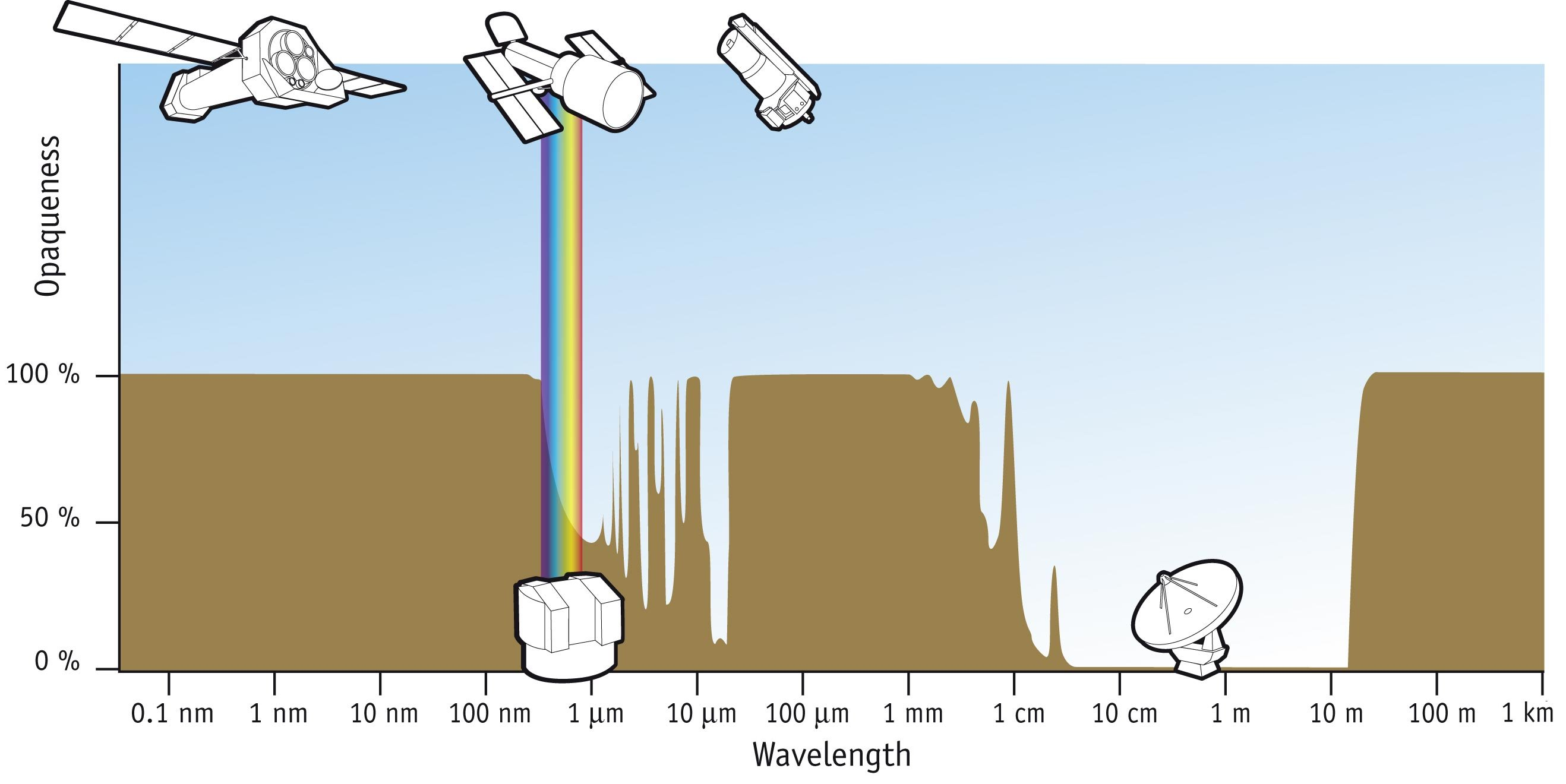
Grafiek van de absorptie van verschillende soorten straling door de aardatmosfeer. Röntgenstraling bestrijkt een golflengtegebied van ongeveer ~0.008 nm tot ~8 nm. De aardatmosfeer houdt deze straling tegen maar heeft vensters voor zichtbaar licht en mm- en radiostraling. Satellieten als XMM-Newton en Hubble Space Telescope zijn afgebeeld boven hun golflengtegebied.

Röntgenastronomie of röntgensterrenkunde is een jonge tak van de observationele sterrenkunde, die hemellichamen bestudeert aan de hand van de röntgenstraling die zij uitzenden of wegvangen (absorberen).
Röntgenstraling is elektromagnetische straling met een golflengte korter dan van blauw en ultraviolet licht, maar langer dan van gammastraling. Het golflengtegebied wordt verdeeld in
- zachte röntgenstraling (golflengte 0,1 - 10 nm, energie 12 - 0,12 keV)
- harde röntgenstraling (golflengte 0,01 - 0,1 nm, energie 120 - 12 keV).

Omdat de dampkring ons beschermt tegen röntgenstraling uit het heelal, werd waarneming van astronomische röntgenbronnen pas mogelijk met de komst van ballonnen, raketten en satellieten die grote hoogten bereiken. Behalve emissie (uitzending) biedt ook absorptie van röntgenlicht informatie over materiaal in het heelal in de lichtweg. In beide gevallen kan het gaan om een lijnenspectrum of een continu spectrum. De polarisatie van röntgenstraling bevat tevens informatie over de bron en de materie tussen bron en waarnemer.

## Bronmechanisme
Röntgenstraling kan ontstaan op meer manieren:
1. zwarte straling van lichamen met een temperatuur van miljoenen graden
2. remstraling
3. door het inverse (omgekeerde) Compton-effect uit minder energierijke straling, zoals zichtbaar licht
4. synchrotronstraling
5. K-vangst (interne conversie), waarbij een atoomkern van een radioactieve stof een eigen elektron invangt. Dit mechanisme speelt in de sterrenkunde doorgaans geen rol.
6. röntgenfluorescentie
7. ionisatie door ladingsuitwisseling in kometen.
8. karakteristieke straling

## Detectoren

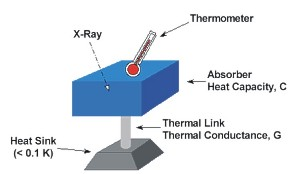
Diagram van een microcalorimeter voor waarneming van een röntgenfoton. Het foton wordt geabsorbeerd en omgezet in warmte, die gedetecteerd kan worden.

### Typen
Detectie van röntgenstraling is mogelijk met diverse detectoren:
- Geiger-Müllerteller, maar deze is door het gebrek aan selectiviteit niet praktisch.
- proportionele teller
- scintillatieteller (Engels: Scintillation counter)
- dradenkamer (Engels: Multiwire proportional counter) met collimator of gecodeerd masker
- CCD
- microcalorimeter met supergeleidende transition edge sensor (TES).

### Optiek
Röntgenstraling wordt veel minder dan zichtbaar licht gebroken bij overgang van de ene naar de andere stof. Een lens voor röntgenstraling zou uit zwaar materiaal moeten bestaan dat ook veel straling wegvangt. Anderzijds geschiedt weerkaatsing en dus ook spiegeling van röntgenstraling alleen bij scherende inval op het weerkaatsende oppervlak.

#### Beeldvorming
Om bronnen te kunnen onderscheiden en/of röntgenstraling te concentreren, zijn er daarom de volgende mogelijkheden:
1. projectie met behulp van
  1. een collimator voor de detector of
  2. een gecodeerd masker. Een maskerpatroon volgens een bepaalde code van open en gesloten vierkantjes wordt door de röntgenbron geprojecteerd op de tweedimensionale detector, bijvoorbeeld een dradenkamer. Meer bronnen veroorzaken ieder hun eigen patroon van röntgenlicht en -schaduw op de detector. Met software zijn deze overlappende patronen te ontwarren (deconvolutie) en tot hun bron te herleiden. Voorbeelden van instrumenten met gecodeerde maskers zijn de Wide Field Camera's (Nederland, SRON) op de BeppoSax-satelliet en de All Sky Monitor op RXTE.
2. spiegeling. Met lange kokers van weerkaatsend materiaal die concentrisch in elkaar geplaatst (genest) zijn, is het mogelijk röntgenstraling te concentreren. Verschillende typen van deze röntgentelescoop worden naar de Duitse ontdekker aangeduid met Wolter 0, I of II.

#### Spectroscopie
Om het spectrum van een röntgenbron te onderzoeken, wordt diffractie toegepast met behulp van een tralie. Bijvoorbeeld het transmissietralie (Low Energy Transmission Grating, Nederland, SRON en Duitsland, Max Planck Institut für Extraterrestrische Physik) van het Chandra X-Ray Observatory en het reflectietralie op de XMM-Newton-satelliet (Reflection Grating Spectrometers, eveneens van SRON).

#### Saturnus

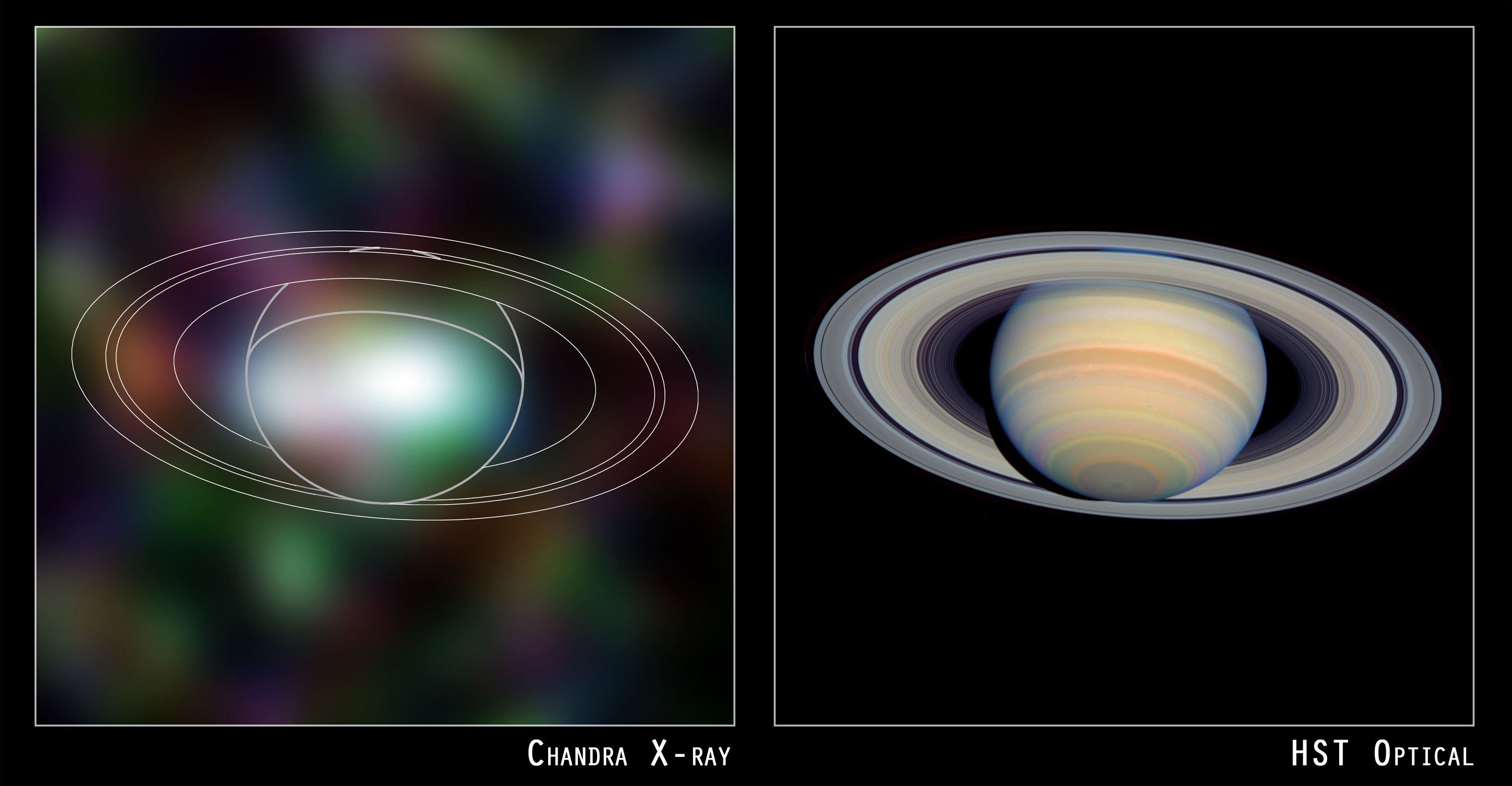
Afbeelding van Saturnus in röntgenlicht waargenomen door Chandra X-Ray Observatory (links) en de Hubble Space Telescope in zichtbaar licht (rechts), 14 april 2003. De waarneming duurde 20 uur op 14-15 april 2003. Code voor de valse kleuren: rood (0,4 - 0,6 keV), groen (0,6 - 0,8 keV), blauw (0,8 - 1,0 keV).

#### Kometen

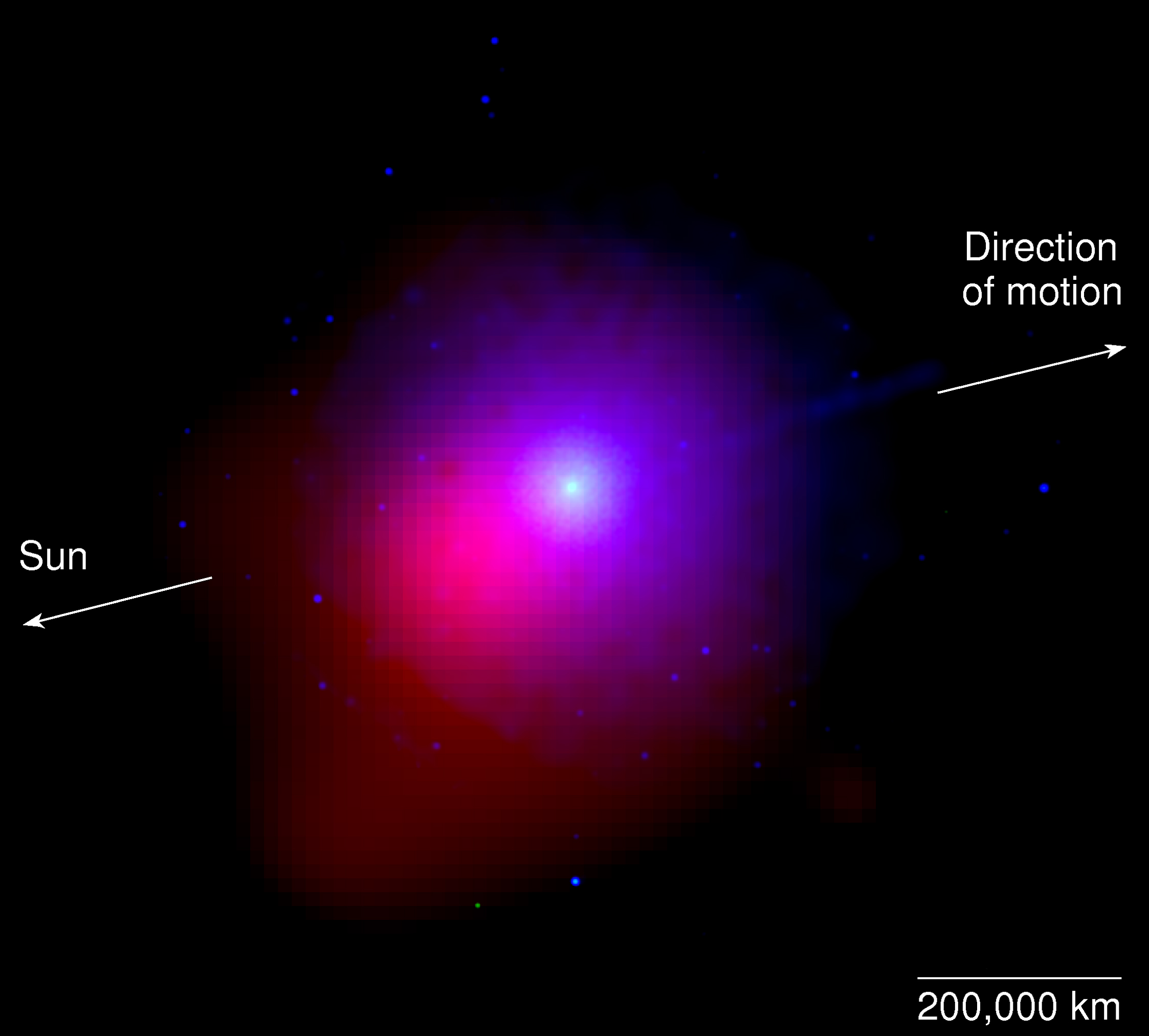
Komeet Lulin in het sterrenbeeld Weegschaal waargenomen door de Ultraviolet/Optische Telescoop (blauw en groen)en Röntgentelescoop van Swift (rood) op 28 januari 2009. De komeet was ongeveer 160 miljoen km van de aarde verwijderd en 180 miljoen km van de zon. De richting van de beweging van de komeet en van de zon staan aangegeven. Bron: NASA/Swift/Univ. of Leicester/Bodewits et al.

### Supernova resten

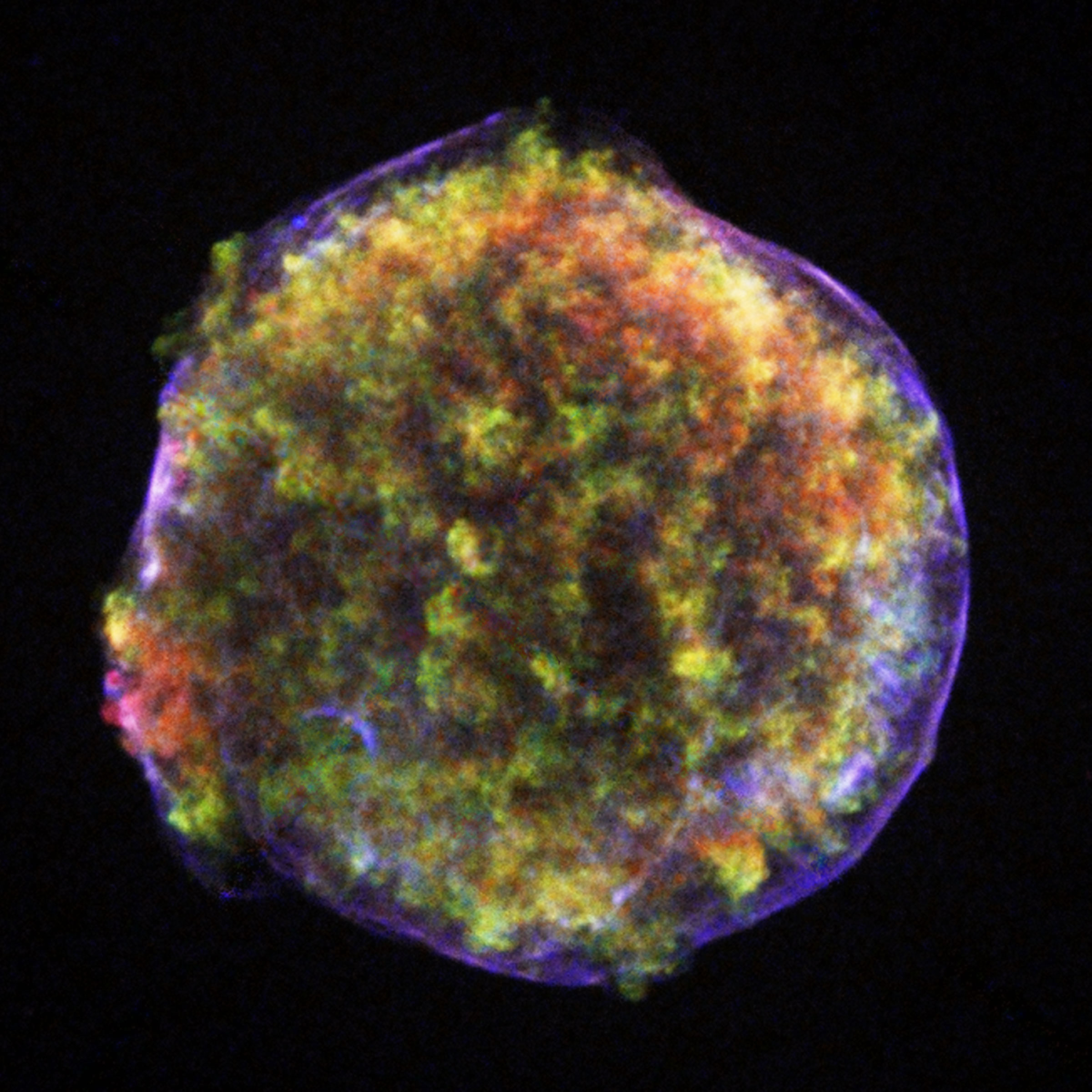
Röntgenbeeld in valse kleuren van de supernovarest SN 1572 opgenomen door de Chandra X-Ray Observatory.

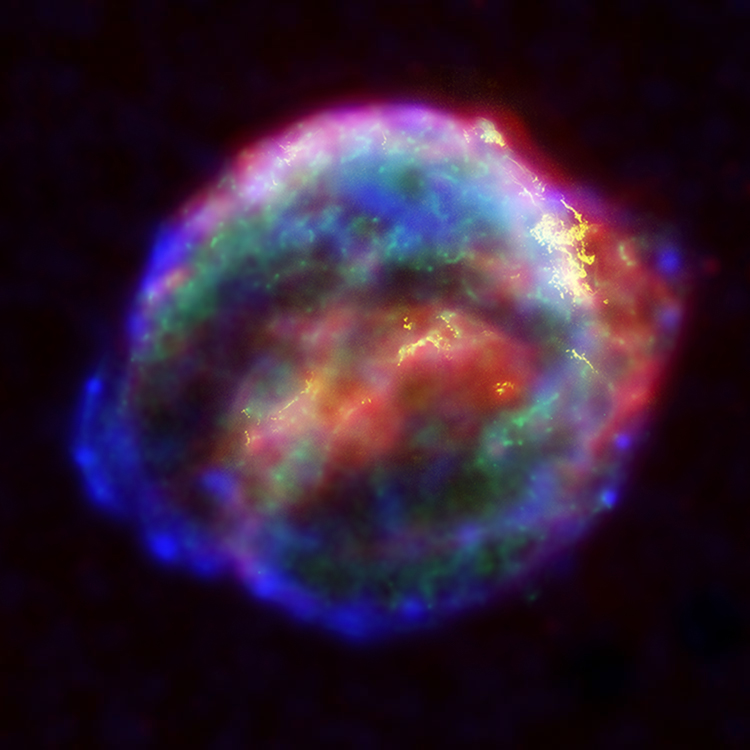
Keplers supernovarest. Valse kleuren. Chandra X-Ray Observatory.

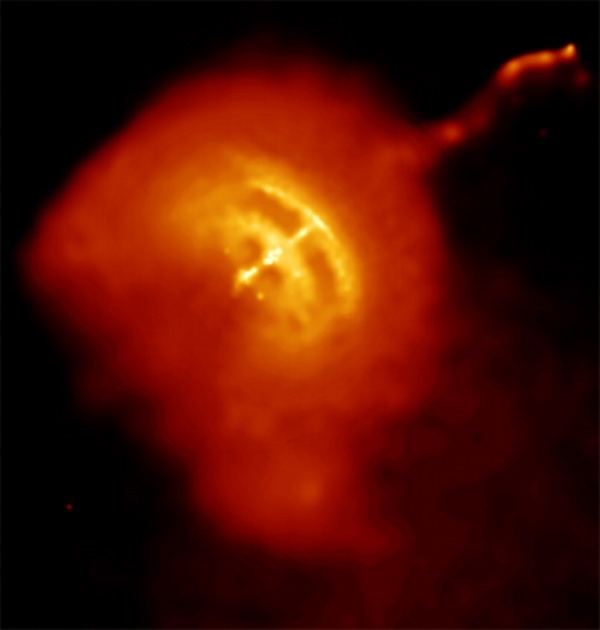
Röntgenbeeld in valse kleuren van de Vela Pulsar (heldere vlek midden), een neutronenster die overbleef na een supernova-explosie. De pulsar schiet door de ruimte en wordt voortgestuwd door een jet uit een van de polen van de neutronenster. Een tegenovergestelde jet (rechts) van heet gas kronkelt in het magnetische veld van de pulsar. Chandra X-Ray Observatory.

### Zware röntgendubbelsterren

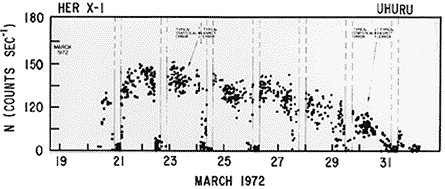
De lichtkromme van het systeem Hercules X-1 (Her X-1), een zware röntgendubbelster, vertoont variabiliteit op de korte en lange termijn. Een eclips van het compacte object achter zijn begeleidende ster wordt weergegeven met een tweetal verticale lijnen. Bij Her X-1 gaat het om een begeleider van 2 zonsmassa's en een straal van bijna 4 maal die van de zon. Uit de eclips volgt een baanperiode van 1,7 dagen.

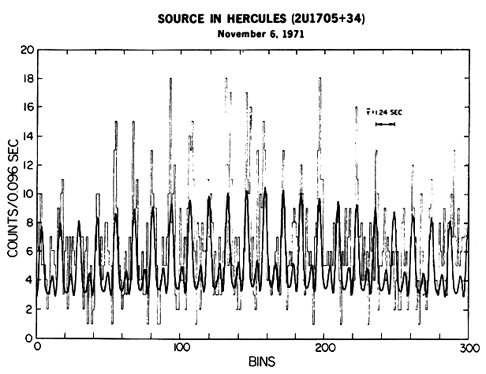
Waarnemingen met de Uhuru-satelliet toonden röntgenpulsen van Her X-1 aan met een periode van 1,2 s en bevestigden de aanwezigheid van een snel tollende neutronenster. Figuur bewerkt naar figuren door E. Schreier, STScI, Figuur 7-2a in Charles and Seward.

## Dragers

### Ballonnen
Een relatief goedkope manier om röntgenbronnen in het heelal te onderzoeken is met detectoren in een gondel onder een ballon, die tot 40 km hoog kan komen, boven 99,997 % van de atmosfeer. Toch wordt straling uit de ruimte onder de 20 keV nog steeds geabsorbeerd. Een vroege waarneming van röntgenstraling van de Krabnevel was die door George Clark van MIT op 21 juli 1964 met een detector aan een ballon. Een voorbeeld van een later ballonexperiment is de High Resolution Gamma-ray and Hard X-ray Spectrometer (HIREGS), die voor het eerst opgelaten werd van McMurdo Station, Antarctica op 10 januari 1992. De vlucht rond de pool duurde ongeveer twee weken. Een voordeel van een ballonexperiment is dat de instrumenten vaker gebruikt kunnen worden.

### Raketten
Sondeerraketten hebben het voordeel boven ballonnen dat ze een detector hoger in de atmosfeer kunnen brengen, meestal ten minste 50 km tot soms wel 1500 km hoog. Een nadeel is dat de vlucht nooit langer dan 40 minuten duurt, soms maar 5 minuten.
Met buitgemaakte Duitse V2-raketten ontdekte het Amerikaanse Naval Research Laboratory onder leiding van Herbert Friedman in 1949, dat de zon een sterke bron van UV- en röntgenstraling was. De V2's werden gebruikt als sondeerraket voor een suborbitale ruimtevlucht met een röntgendetector in de neus. Aanvankelijk stokte het onderzoek bij gebrek aan gevoeliger detectoren.
Ten slotte ontdekte een onderzoeksgroep onder leiding van Bruno Rossi en Riccardo Giacconi in 1962 andere, kosmische bronnen van röntgenstraling. Doel was om fluorescentie van röntgenstraling van de zon op het Maan-oppervlak te meten (zie ook röntgenfluorescentie). Bij de eerste poging in oktober 1961 werd een detector gelanceerd, maar weigerden de beschermende deurtjes open te gaan. Bij de tweede poging met een Aerobee-raket op 18 juni 1962 was dit euvel verholpen, en werkten twee van de drie geiger-müllertellers. Röntgenstraling van de maan werd niet gevonden, maar als verrassing wel de raadselachtige enorm sterke bron van 100 fotonen per seconde per cm² op de detector in sterrenbeeld Schorpioen, die daarom Sco X-1 (eerste röntgenbron in Schorpioen) gedoopt werd. Deze bron is honderdduizend maal sterker in röntgenlicht dan de totale emissie van de zon. Giacconi kreeg in 2002 de Nobelprijs voor de Natuurkunde voor zijn ontdekking van de kosmische röntgenbronnen.
Twee zwakkere bronnen werden gevonden door de groep van Herbert Gursky op 12 oktober 1962. Een daarvan werd op 29 april 1963 herkend als de Krabnevel.

### Satellieten

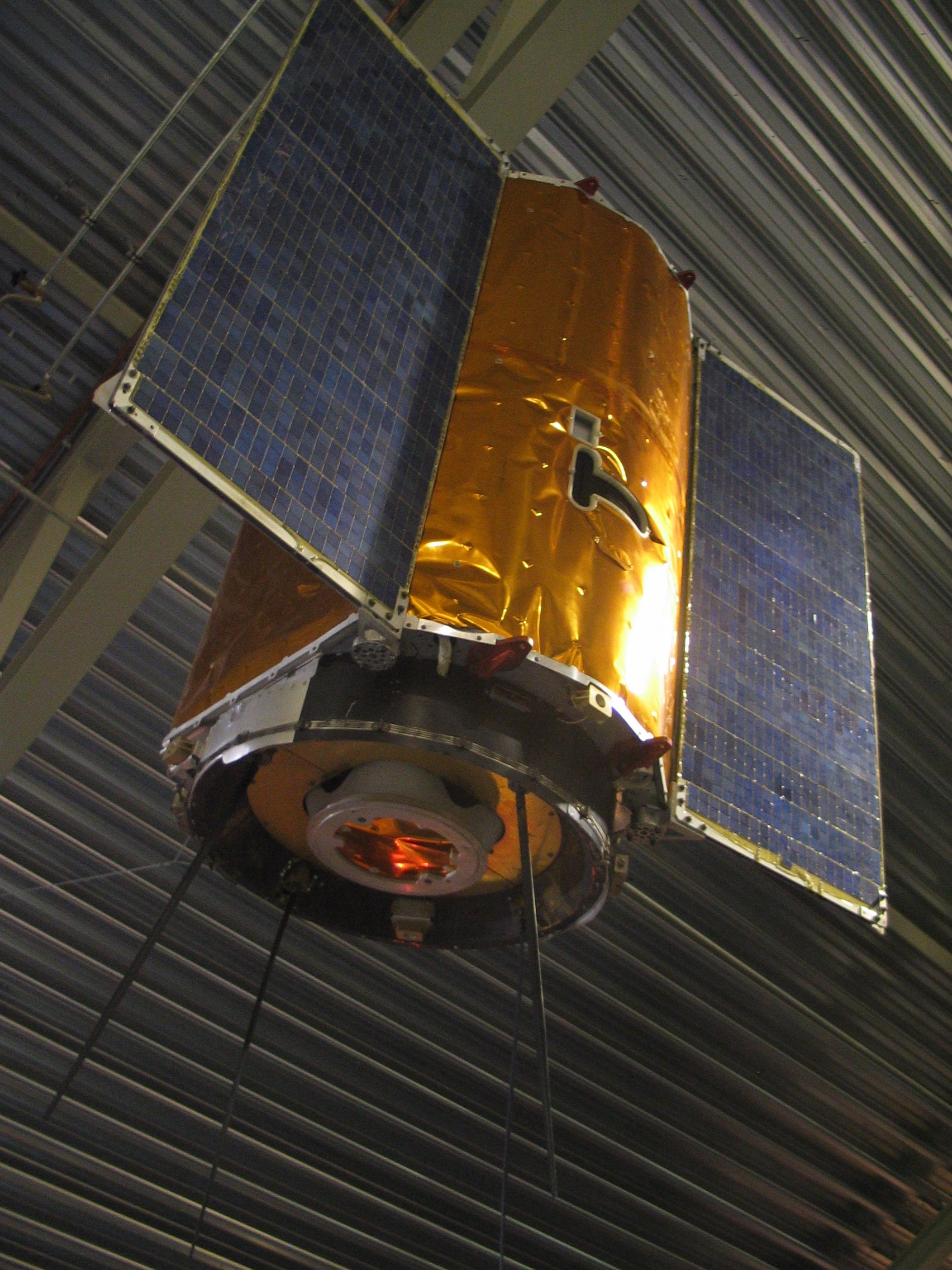
Reserve-exemplaar van de Nederlandse ANS-satelliet. Nationaal Luchtvaart-Themapark Aviodrome, Lelystad.

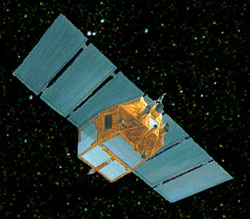
Impressie van BeppoSax, met grote zonnepanelen uitgeklapt. De Narrow Field Instruments kijken vooruit naar rechts, terwijl de Nederlandse WFCs (SRON) opzij waarnemen.

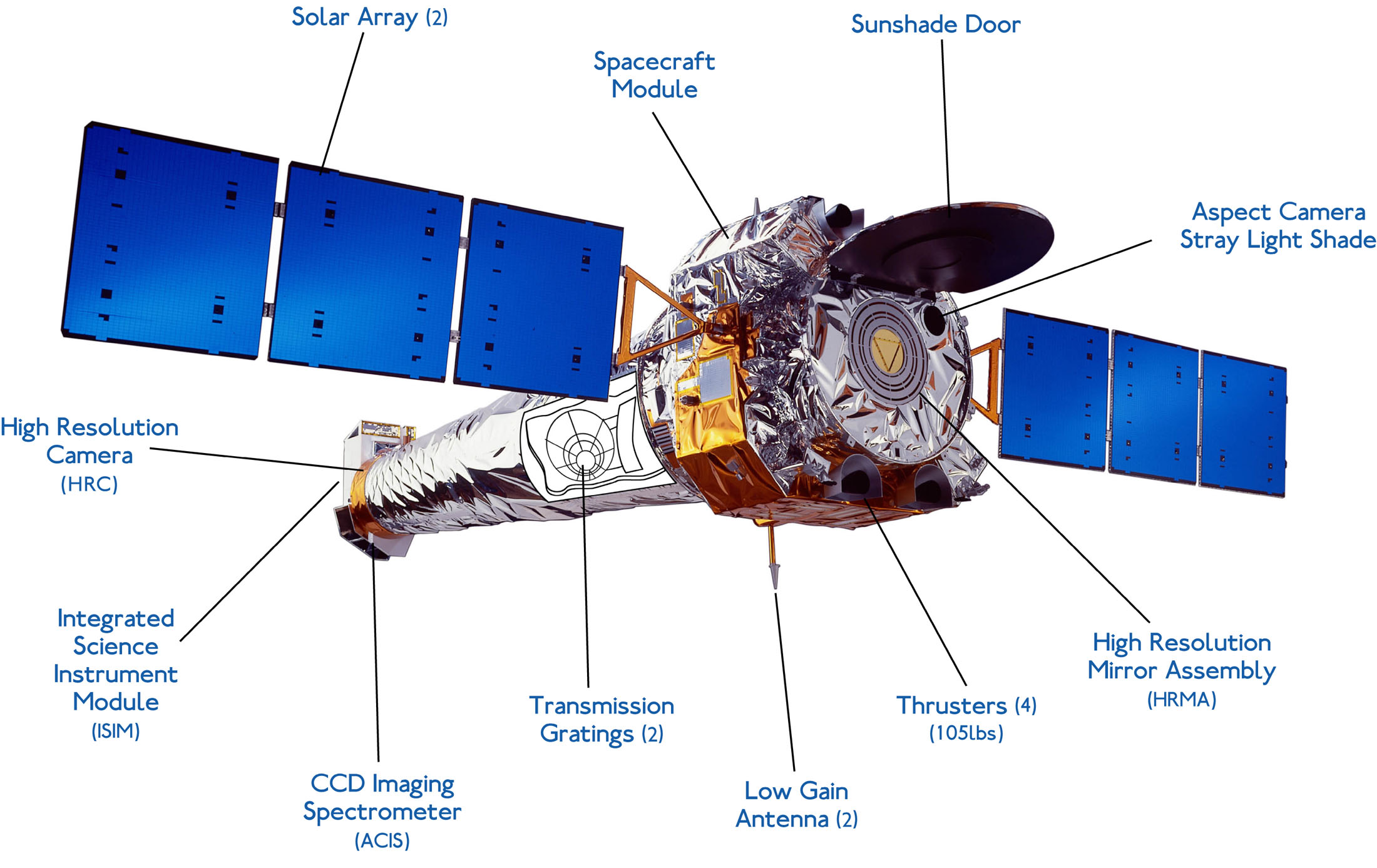
Het Chandra X-Ray Observatory is een satelliet van de Amerikaanse NASA met een Low Energy Transmission Grating (LETG)Interferentietralie voor zachte röntgenstraling van het Nederlandse SRON in samenwerking met het Duitse Max Planck Institut für Extraterrestrische Physik (MPE).

Een detector op een satelliet in een baan om de aarde heeft geen last meer van de absorptie van röntgenstraling door de atmosfeer, zoals ballonnen en kan het gehele röntgenspectrum waarnemen. Bovendien kan de waarneming doorgaan zolang de bronnen in beeld zijn - door de ligging van de baan kan de aarde de bron soms afschermen. Dit is een voordeel boven de sondeerraket, waarmee alleen kortlopende waarnemingen gedaan kunnen worden. Sommige röntgensatellieten blijven meer dan tien jaar in werking, zoals de Amerikaanse Vela 5B satelliet en de Vela 9, die van 1969 tot 1984 functioneerde.
Een aantal recente satellieten die waarnemingen in het röntgengebied uitvoerden, staat in bijgaande tabel.
| Naam                                      | Periode    | Energieband(en) (keV)  | Aantekening                                                                                     |
| ----------------------------------------- | ---------- | ---------------------- | ----------------------------------------------------------------------------------------------- |
| Ginga (Astro-C)                           | 1987-1991  | 1-500                  | Japan                                                                                           |
| Granat                                    | 1989-1994  | 35-100/ 2 keV-100 MeV  | USSR/Rusland met Europese landen, onder meer Sigma en ART-P instrumenten met gecodeerde maskers |
| ROSAT                                     | 1990-1999  | 0,04-2                 | Duitsland, VS en Groot-Brittannië                                                               |
| Compton Gamma-Ray Observatory (CGRO)      | 1991-2000  | 30 keV-30 GeV          | VS                                                                                              |
| Yohkoh (Solar A)                          | 1991-2005  |                        | Japan, VS en Groot-Brittannië                                                                   |
| ASCA (Astro-D)                            | 1993-2001  | 0,4-12                 | Japan, VS                                                                                       |
| Rossi X-ray Timing Explorer (RXTE of XTE) | 1995-heden | 1-30 / 0,16-0,28 / 1-7 | VS                                                                                              |
| BeppoSAX                                  | 1996-2002  | 0,1-300                | Italië, Nederland                                                                               |
| Chandra X-Ray Observatory (AXAF)          | 1999-heden | 0,1-10                 | VS                                                                                              |
| HETE-2                                    | 2000-heden | 0,5-400                | VS, Japan, Frankrijk, en Italië; voor gammaflitsen                                              |
| XMM-Newton                                | 1999-heden | 0,1-15                 | Europa                                                                                          |
| SMART-1                                   | 2003-2006  |                        | Europa, maanmissie met röntgenspectrometer en Solar Monitor                                     |
| Integral                                  | 2002-heden | 15-60                  | Europa                                                                                          |
| Swift                                     | 2004-heden | 15-150 / 0,2-10        | VS, Groot-Brittannië en Italië; voor gammaflitsen                                               |
| Agile                                     | 2007-heden | 15-60                  | Italië, satelliet voor gammastraling (30 MeV - 50 GeV) met röntgendetector                      |

#### Jupiter

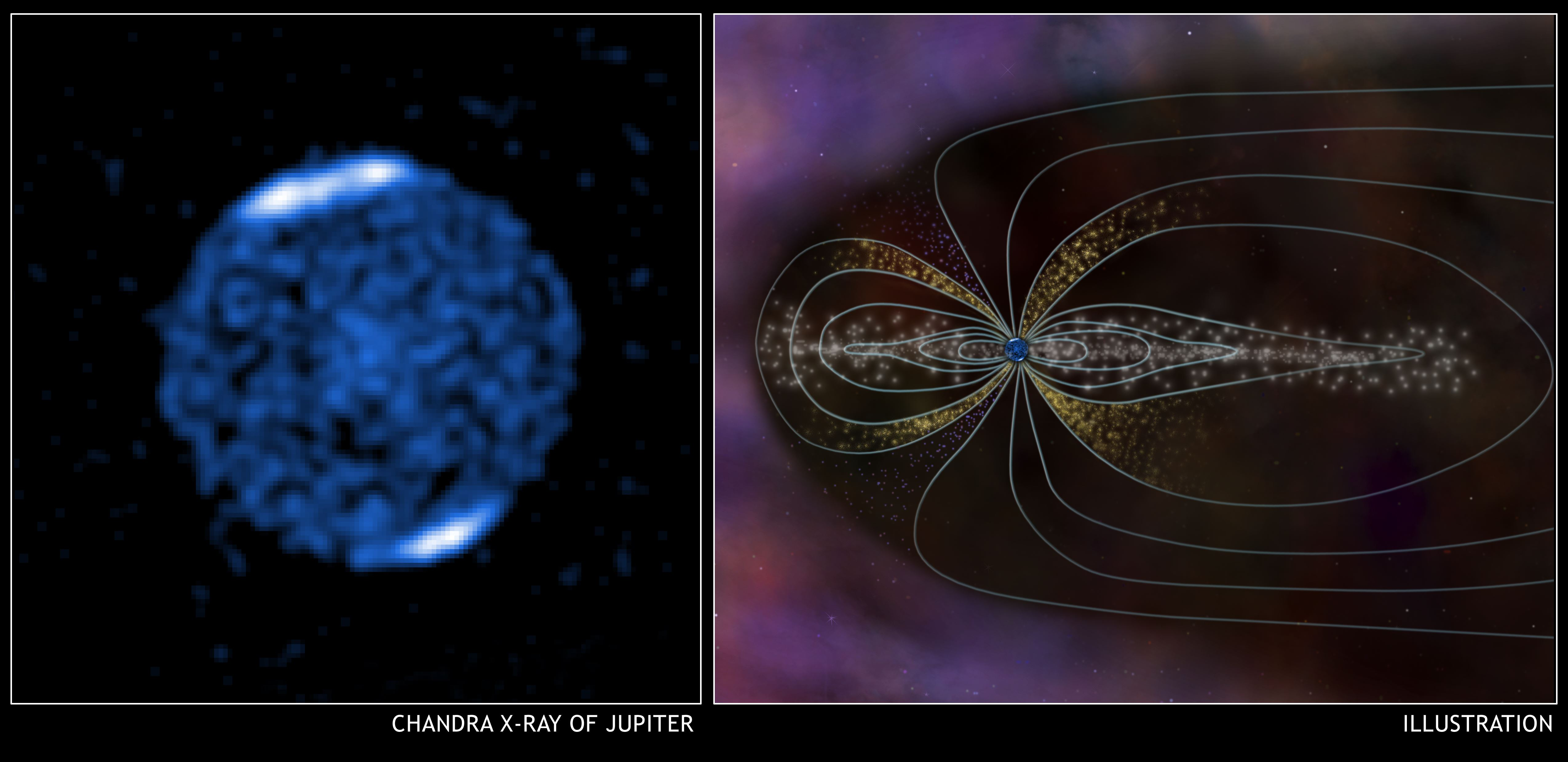
Jupiter is een sterke bron van röntgenstraling door aurora-verschijnselen aan zijn polen (waarneming van het Chandra X-Ray Observatory links). Jupiters sterk en snel draaiend magnetisch veld (lichtblauwe lijnen) veroorzaakt door inductie sterke elektrische velden rond de planeet. Het magnetische veld van Jupiter wordt vervormd door de zonnewind. Geladen deeltjes (witte spikkels) raken gevangen in het magnetische veld van Jupiter en worden versneld (gouden stippen) tot in de atmosfeer boven de polen, waar door botsing vrijwel voortdurend poollicht zichtbaar is. De waarneming duurde 17 uur op 24-26 februari 2003.